# Kurt Stocker
Pour les articles homonymes, voir Stocker.
Kurt Stocker (né en 1954 en Styrie) est un producteur de cinéma autrichien.

## Biographie
Stocker étudie la psychologie et la pédagogie à Vienne. De 1992 à 1994, il fait partie du comité chargé d'organiser les festivités pour les cinquante ans de la Seconde République autrichienne et le millenium.

## Filmographie
Cinéma
- 1996: Tempo (de)
- 1997: Blutrausch (de)
- 1998: Les Héritiers
- 1998: Hinterholz 8
- 2000: Gripsholm
- 2000: Komm, süßer Tod
- 2001: Hainburg - je t'aime, gendarme
- 2002: Poppitz
- 2002: Dans l'angle mort (Documentaire)
- 2003: Želary
- 2004: Nacktschnecken
- 2004: Silentium
- 2004 : Les truands cuisinent (c(r)ook)
- 2005: Die Viertelliterklasse (de)
- 2006: Lapislazuli – im Auge des Bären (de)
- 2007: 42plus (de)
- 2008: Duel au sommet
- 2009: Bienvenue à Cadavres-les-Bains
- 2009: Mein Kampf
- 2010: Poll
- 2010: Die unabsichtliche Entführung der Frau Elfriede Ott
- 2011: Wie man leben soll (de)
- 2013: Le Dernier des injustes (Documentaire)

Télévision
- 1997: Die Knickerbocker-Bande (de) (série télévisée)
- 1999-2003: Julia – Eine ungewöhnliche Frau (de) (série télévisée)
- 2002: Bonhomme de neige
- 2002: Brüder (de)
- 2003: Brüder II (de)
- 2004: L'Héritage de Lily
- 2005: Brüder III – Auf dem Jakobsweg (de)
- Depuis 2005: Quatuor pour une enquête (série télévisée)
- 2006: Der Winzerkönig (de) (série télévisée)
- 2009: Le Lion noir
- 2010: Cher voleur (de)
- 2010: Liebe und andere Delikatessen (de)
- 2011: La Belle et le pilote (de)
- 2012: L'Ombre de la vengeance
- 2012: Les Trois font le père